# Tsahir
Tsahir (mongoliska: Цахир Сум, Tsahir Sum, Цахир) är ett distrikt i Mongoliet.   Det ligger i provinsen Archangaj, i den centrala delen av landet, 600 km väster om huvudstaden Ulaanbaatar.